# Saunasaari (ö i Norra Karelen, Mellersta Karelen, lat 62,31, long 29,46)
Saunasaari är en ö i Finland. Den ligger i sjön Orivesi och i kommunen Rääkkylä i den ekonomiska regionen  Mellersta Karelens ekonomiska region  och landskapet Norra Karelen, i den sydöstra delen av landet, 300 km nordost om huvudstaden Helsingfors. Öns area är 7,7 hektar och dess största längd är 0,7 kilometer i sydöst-nordvästlig riktning.